# Eucnide bartonioides
Eucnide bartonioides là một loài thực vật có hoa trong họ Loasaceae. Loài này được Zucc. mô tả khoa học đầu tiên năm 1844.